# فيودور فاسيلييف
فيودور ألكساندروفيتش فاسيلييف (1850 1873) رسام مناظر طبيعية روسي ولد في غاتتشينا مات في يالطا وهو ابن 23 ربيع